# 阿里兹河畔多马藏
阿里茲河畔多马藏（法語：Daumazan-sur-Arize，法語發音：[domazɑ̃ syʁ aʁiz]）是法国阿列日省的一个市镇，属于帕米耶区。

## 地理
阿里兹河畔多马藏（43°8'37"N, 1°18'28"E）面积13.78 平方千米，位于法国奧克西塔尼大區阿列日省，该省份为法国西南部内陆省份，西部和北部与上加龙省接壤，东临奥德省，东南至东比利牛斯省接壤，南与安道尔和西班牙接壤。
与阿里兹河畔多马藏接壤的市镇（或旧市镇、城区）包括：拉巴斯蒂德德贝斯普拉、阿里兹河畔康帕涅、卡尔拉拜尔、卡斯泰、蒙布兰博卡日。

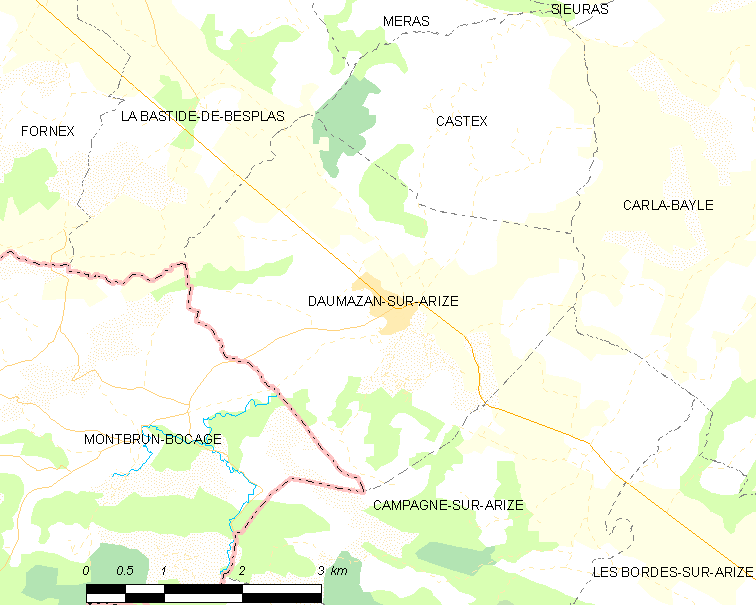
阿里兹河畔多马藏的OSM定位图

阿里兹河畔多马藏的时区为UTC+01:00、UTC+02:00（夏令时）。

## 行政
阿里兹河畔多马藏的邮政编码为09350，INSEE市镇编码为09105。

## 政治
阿里兹河畔多马藏所属的省级选区为阿里兹-莱兹县。

## 人口

1962-2008年间阿里兹河畔多马藏人口变化图示

阿里兹河畔多马藏于2022年1月1日时的人口数量为804人。